# تايزن
تايزن (بالإنجليزية: Tizen)‏ هو نظام تشغيل مفتوح المصدر للهواتف المحمولة نتاج التعاون بين إنتل وسامسونج وغيرها.

## تاريخ
في أواخر عام 2011، أعلنت كلٌ من سامسونج، إنتل، مؤسسة لينكس، LiMo Foundation [الإنجليزية] عن تعاونهم في تطوير نظام جديد مفتوح المصدر، ويعمل على أجهزة ذكية متعددة منها الهواتف والحواسب اللوحية والتلفزيونات والسيارات الذكية. ويوفر هذا النظام بيئة مرنة لمطوري التطبيقات، ويسمح لهم باستخدام تقنيات الويب الحديثة وأهمها HTML5 لكتابة التطبيقات متعددة الاستخدامات.
حيث كان الاسم الخاص للنظام آنذلك LiMo، إلا أنه بعد دخول إنتل للمشروع في سبتمبر/أيلول عام 2011 عندما تخلت عن تطوير مشروع MeeGo المشترك مع نوكيا أصبح الاسم الخاص بالنظام هو “تايزن”. وفي أول يوم من عام 2012 تم تغيير اسم مؤسسة LiMo إلى Tizen Association لتتمكن من تفعيل دورها ونشاطها في صناعة تايزن وتطوير وجودها في السوق.
وفي 30 أبريل/نيسان 2012 تم إصدار النسخة الأولى من نظام تشغيل تايزن والتي تحمل إصدار رقم 1.0، وأطلق عليها الاسم الحركي Larkspur.
وفي يوم 7 مايو/أيار 2012 أعلنت شركة الاتصالات اللاسلكية الأمريكية Sprint Nextel عن موافقتها في الدخول إلى رابطة مطوري تايزن، لتقوم بتطوير الأجهزة التي ستصدر في المستقبل لدعم الاتصالات اللاسلكية فيها.
وأعلنت مجموعة The Automotive Grade Linux في 16 سبتمبر/أيلول 2012 بأنها ستعمل على مشروع تايزن وتطويره ليصبح قادرًا على التفاعل مع السيارات وأجهزة حركية أخرى.
وتم الإعلان عن إصدار تايزن 2.0 ألفا في 25 سبتمبر/أيلول 2012، والتي حملت الاسم الحركي Magnolia. ومن المفترض أن يتم الكشف عن النسخة بشكلها النهائي في يناير/كانون الثاني 2013، وستكون أول الأجهزة التي تعمل بهذا النظام متاحة خلال الربع الأول من عام 2013، وهذا ما أشارت إليه بعض التقارير السابقة فعلًا عن عزم سامسونج إطلاق أول هواتفها بنظام تايزن.
كما أصدرت شركة سامسونج جهاز Samsung Z1 [الإنجليزية] والذي يعمل بنظام تايزن 2.3 إلى السوق الهندي في يناير عام 2015.

## وصلات خارجية
- الموقع الرسمي